# Mulagumudu
Mulagumudu es una ciudad y nagar Panchayat situada en el distrito de Kanyakumari en el estado de Tamil Nadu (India). Su población es de 19538 habitantes (2011). Se encuentra a 50 km de Thiruvananthapuram y a 74 km de Tirunelveli. 

## Demografía
Según el censo de 2011 la población de Mulagumudu era de 19538 habitantes, de los cuales 9603 eran hombres y 9935 eran mujeres. Mulagumudu tiene una tasa media de alfabetización del 93,64%, superior a la media estatal del 80,09%: la alfabetización masculina es del 95%, y la alfabetización femenina del 92,35%.